# Heard (Insel)
Die Insel Heard liegt im südlichen Indischen Ozean etwa 430 Kilometer südöstlich der Kerguelen und 1500 Kilometer nördlich der Ostantarktis. Zusammen mit einigen vorgelagerten Eilanden (u. a. Shag Island) und den 43 Kilometer westlich gelegenen McDonald-Inseln bildet sie das australische Außengebiet Heard und McDonaldinseln.

## Geographie
Heard ist eine subantarktische Doppelinsel, bestehend aus zwei kreisförmigen und nur durch einen kurzen und schmalen Isthmus verbundenen Regionen. Das Zentralgebiet der Insel hat einen Durchmesser von 25 Kilometern und ist zu 70 % mit Eis bedeckt. Es wird fast vollständig vom vergletscherten Bergmassiv des Big Ben mit dem 2745 Meter hohen Vulkan Mawson Peak eingenommen. Im Osten führt die rund 7 km lange Nehrung Elephant Spit in die offene See und endet am Spit Point.

### Laurens-Halbinsel
Die Laurens-Halbinsel bildet den nordwestlichen Teil der Insel und ist von ovaler Form, etwa neun Kilometer lang sowie fünf Kilometer breit. Sie besteht im Wesentlichen aus dem Vulkan Mount Dixon, dessen höchster Punkt (Anzac Peak) bei 715 Meter über Meeresniveau liegt. Mit dem weit größeren südöstlichen Zentralgebiet der Heard-Insel ist sie nur durch einen schmalen und wenige hundert Meter langen Isthmus verbunden, an den von Norden die Atlas Cove und von Süden die West Bay stoßen. Den nordwestlichen Ausläufer der Halbinsel bildet das Kap Laurens.

## Geschichte
Die Insel wurde am 25. November 1853 vom US-amerikanischen Kapitän John Heard (1809–1862) von Bord seines Schiffs Oriental gesichtet. Erst ab 1855 landeten Robbenfänger auf der Insel, um Tran aus den dort zahlreichen Robben zu kochen. 1880 war die Robbenpopulation fast vollständig ausgerottet.
Die zunächst von Großbritannien beanspruchte Insel wurde 1947 unter australische Kontrolle gestellt. Von 1947 bis 1955 befand sich an der Atlas Cove eine kleine australische Forschungsstation der Australian National Antarctic Research Expeditions.
Die Insel wurde 1997 in die Liste des UNESCO-Welterbes aufgenommen und ist Bestandteil des 2002 eingerichteten australischen Meeresschutzgebiets Heard Island and McDonald Islands Marine Reserve.

## Bildergalerie

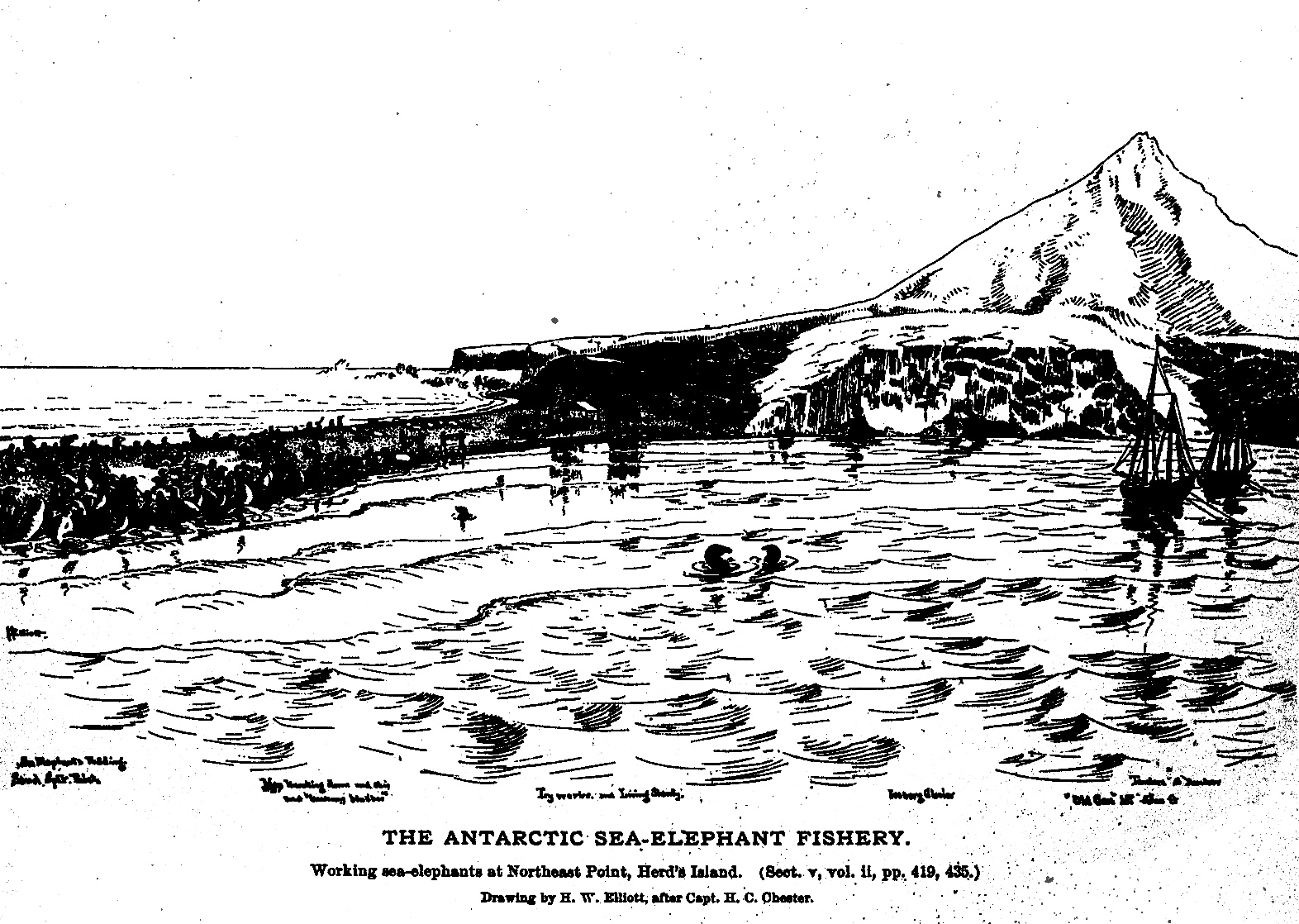
Heard-Insel (vor 1900)
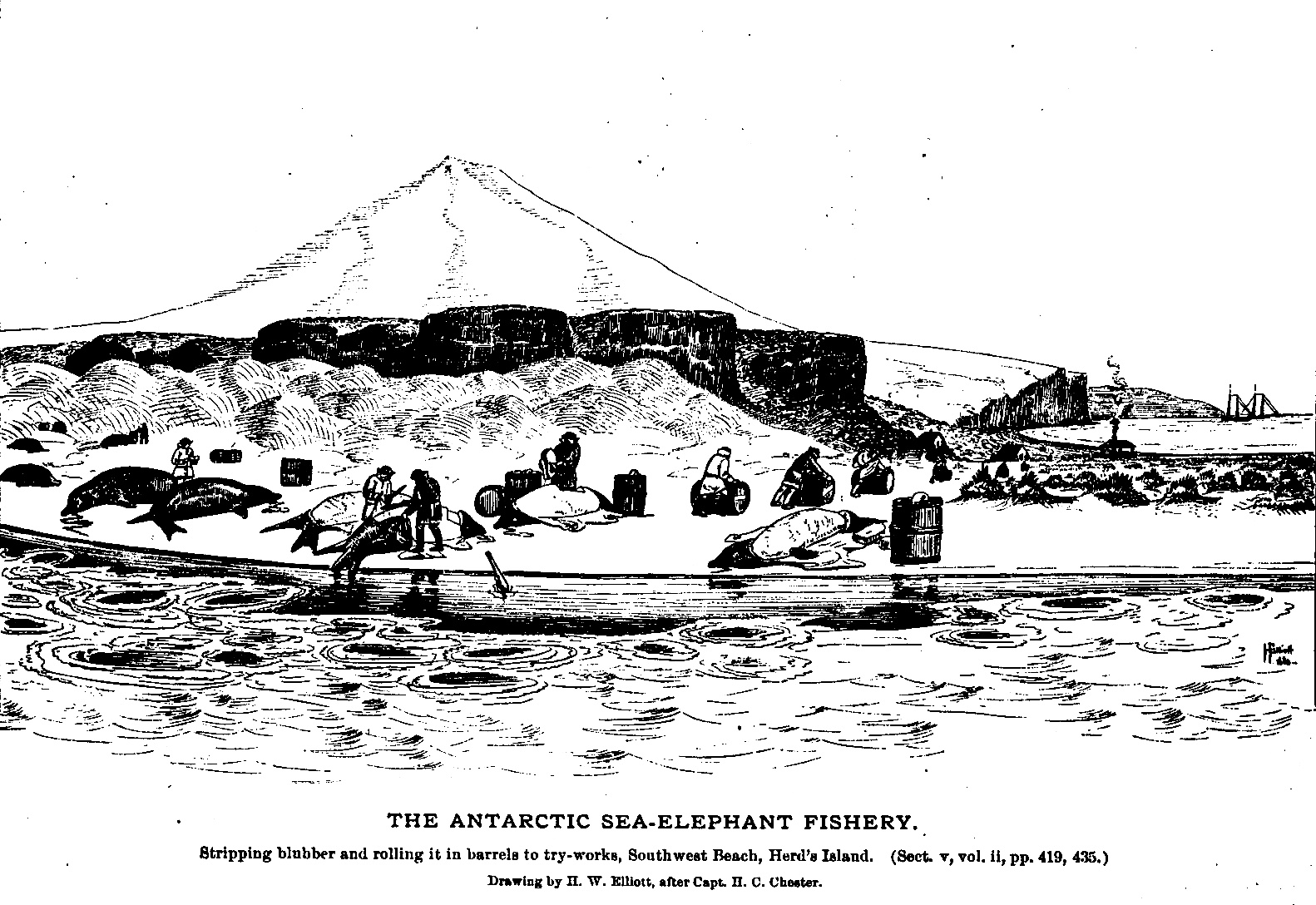
Heard-Insel (vor 1900)
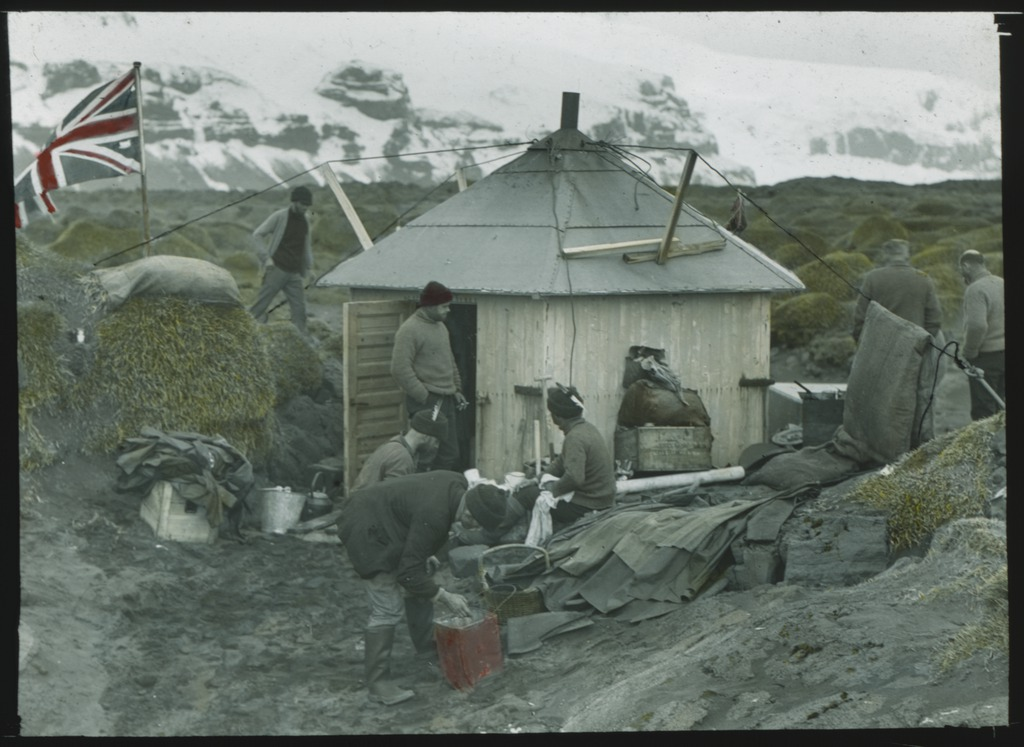
Mawson Antarctic Expedition (1929)
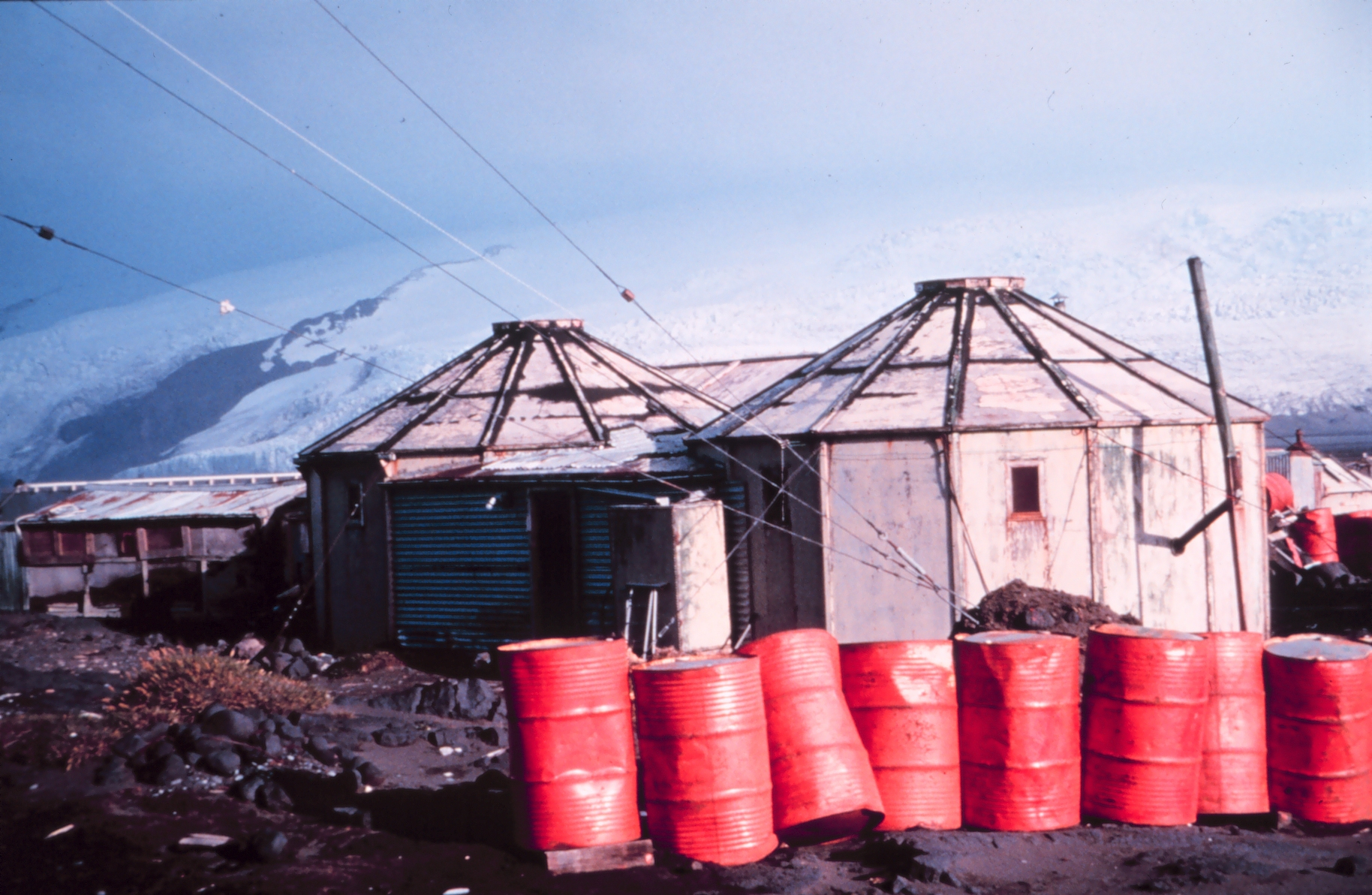
Heard-Insel (2007)
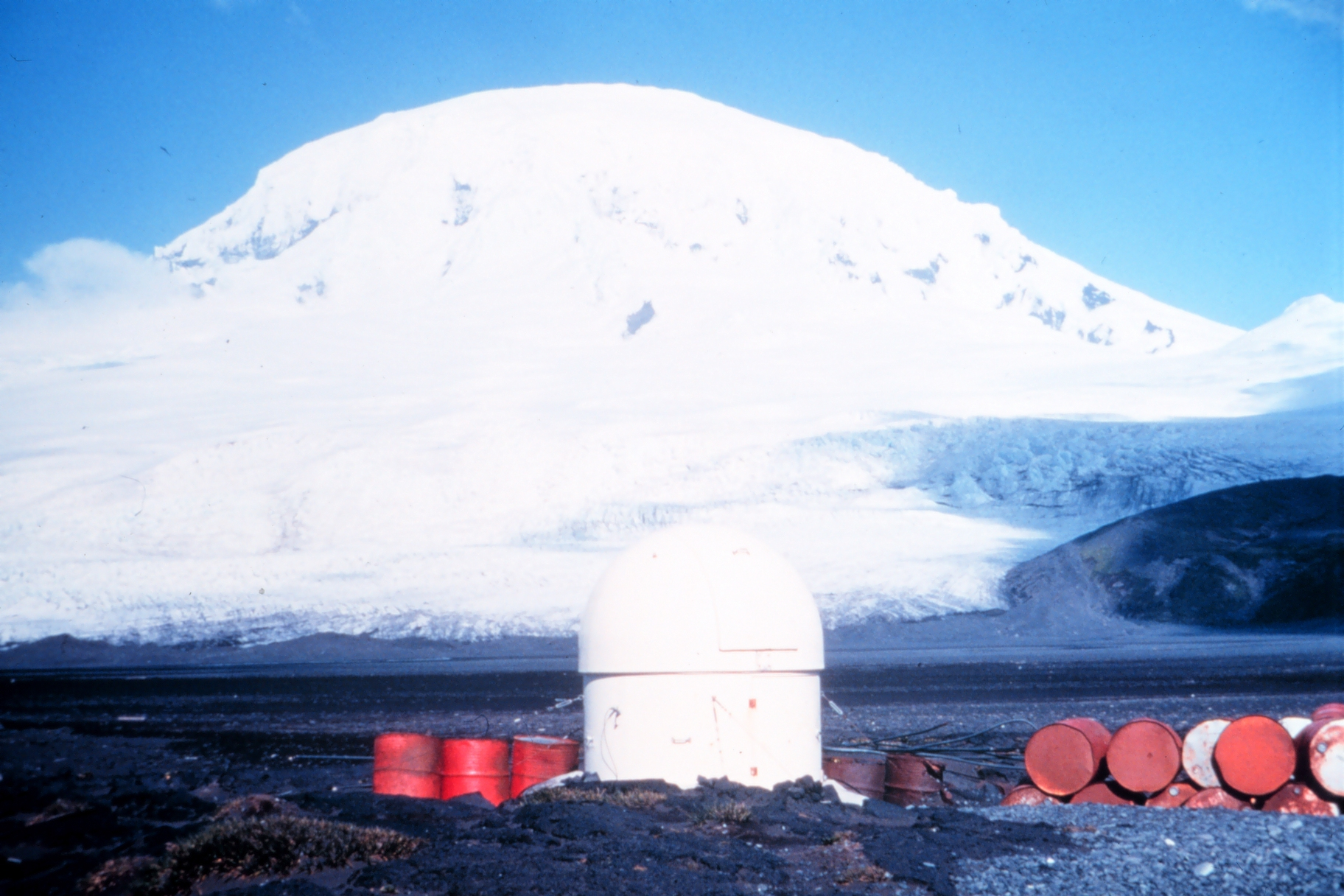
Heard-Insel (2007)
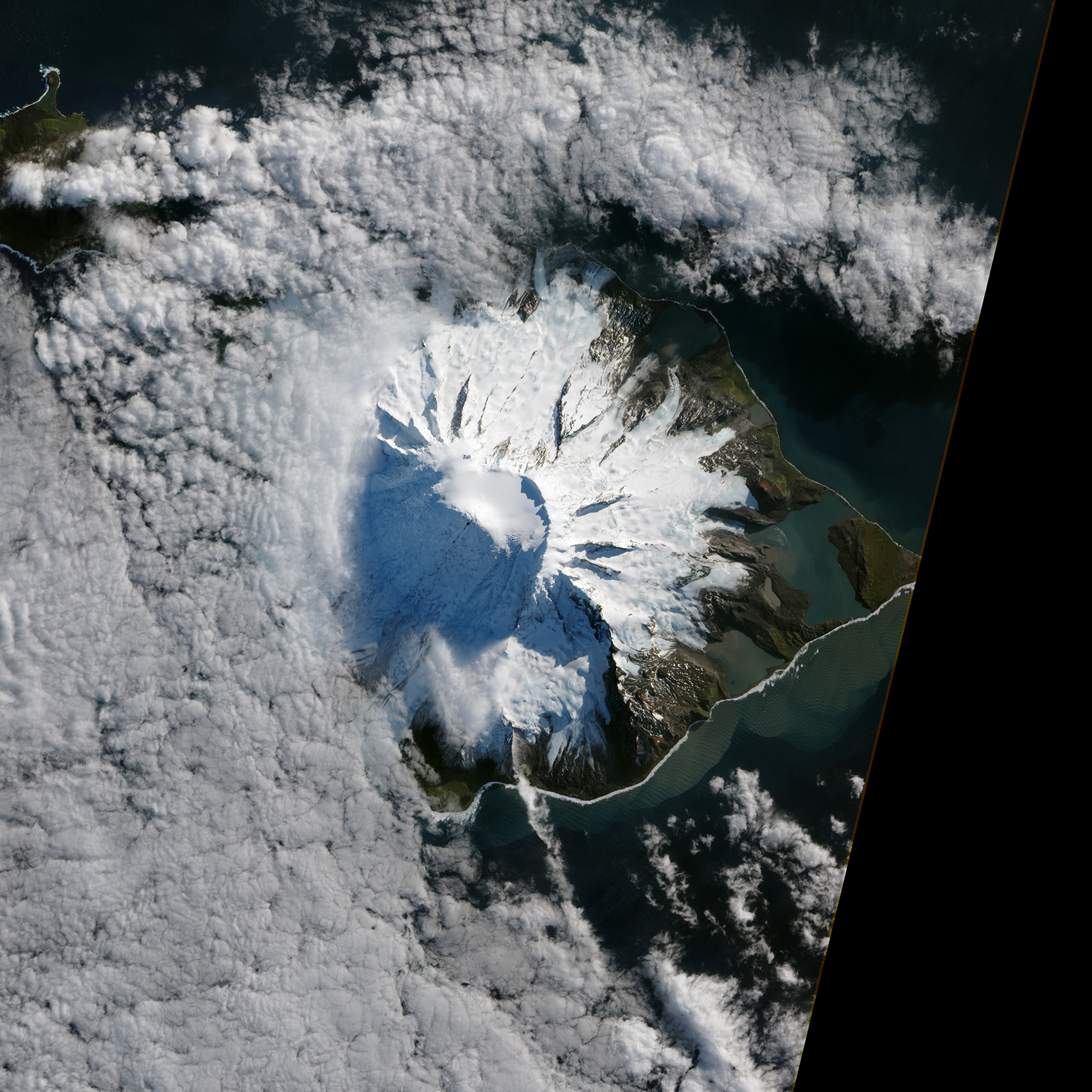
Satellitenaufnahme (2012)